# Turík
Turík este o comună slovacă, aflată în districtul Ružomberok din regiunea Žilina. Localitatea se află la altitudinea de 500 m deasupra n.m., se întinde pe o suprafață de 8,27 km2 și în 2017 număra 247 de locuitori. Se învecinează cu comuna Lúčky.

## Istoric
Localitatea Turík este atestată documentar din 1278.

## Demografie
| An:                | 1994 | 2004   | 2014   | 2024    |
| ------------------ | ---- | ------ | ------ | ------- |
| Număr de persoane: | 204  | 218    | 232    | 300     |
| Diferență:         |      | +6,86% | +6,42% | +29,31% |

| An:                | 2023 | 2024   |
| ------------------ | ---- | ------ |
| Număr de persoane: | 304  | 300    |
| Diferență:         |      | −1,31% |